# Parasagitta elegans
Parasagitta elegans är en djurart som tillhör fylumet pilmaskar, och som först beskrevs av Addison Emery Verrill 1873.  I den svenska databasen Dyntaxa används istället namnet Sagitta elegans. Enligt Catalogue of Life ingår Parasagitta elegans i släktet Parasagitta och familjen Sagittidae, men enligt Dyntaxa är tillhörigheten istället släktet Sagitta och familjen Sagittidae. Arten är reproducerande i Sverige. Inga underarter finns listade i Catalogue of Life.